# Апопі I
Апопі — гіксоський правитель Стародавнього Єгипту з XV династії, так званих «Великих гіксосів».

## Життєпис
Вважається наймогутнішим (поряд із Хіаном) фараоном-гіксосом. Ім'я «Апопі» походить від імені Апопа, який у давньоєгипетській міфології вважався гігантським змієм, противником Ра.
За часів Рамсессидів оформилась народна легенда про боротьбу Апопі з правителем Фів з XVII династії Таа II. Вона розповідає про те, що Апопі, порадившись із вельможами, дійшов висновку щодо необхідності розправи з самостійними фараонами у Фівах як останнім оплотом єгипетської незалежності. Свої претензії до фіванського правителя Апопі виклав у формі абсурдної скарги на гіпопотамів, що жили в районі Фів, які ніби заважали спати гіксоському володарю, який сидів в Аварісі у Дельті. Абсурдність такого звинувачення очевидна: Фіви й Аваріс розділяли понад 650 км, однак, як свідчить легенда, саме воно послужило приводом для початку війни між фіванцями та гіксосами.
Апопі проводив тривалі війни з повсталими фіванськими правителями, які, зрештою, призвели до повалення влади гіксосів у Єгипті.

## У культурі
Цар гіксосів з таким іменем присутній у романах «Чаклун» Вілбура Сміта й «Володарка Сходу» Генрі Гаґарда. Ближчим до історичних реалій є роман Наґіба Махфуза «Війна у Фівах» і трилогія Кристіана Жака «Гнів Богів», у яких Апопі — один з головних персонажів.